# 브라간사 (파라주)

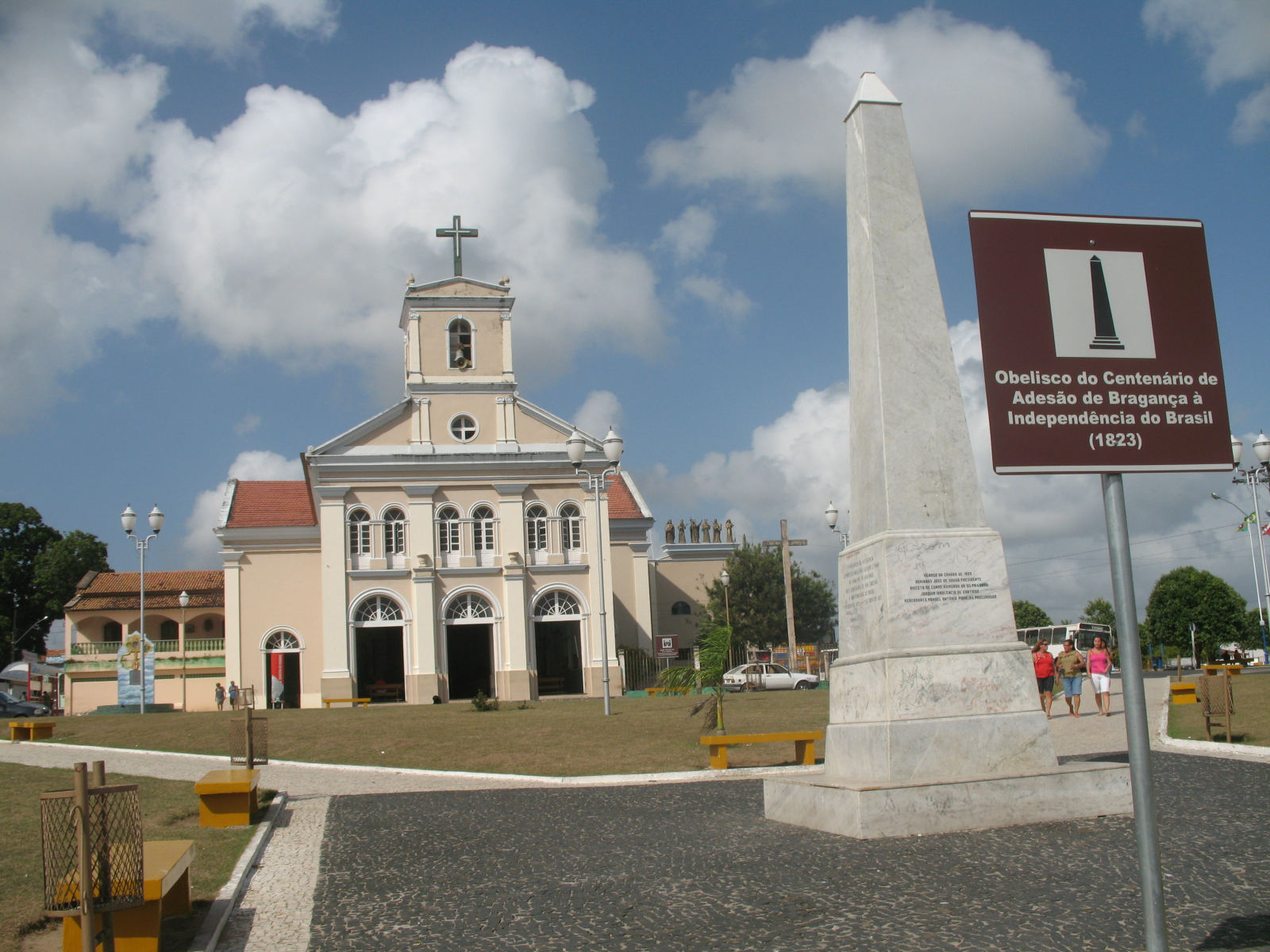
브라간사

브라간사의 위치

브라간사(포르투갈어: Bragança)는 브라질 파라주의 도시로 면적은 2,090.234km2, 높이는 19m, 인구는 113,165명(2010년 기준), 인구 밀도는 54.14명/km2이다. 도시가 설립된 시기는 1613년이다.

시기
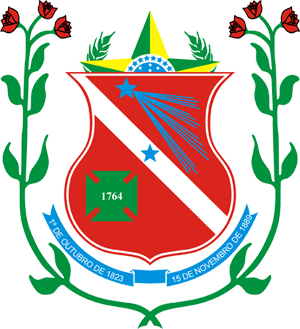
시 문장